# Temporada 1960-61 de la NBA
La temporada 1960-61 de la NBA fue la decimoquinta en la historia de la liga. La temporada finalizó con Boston Celtics como campeones (el tercero de ocho anillos consecutivos) tras ganar a St. Louis Hawks por 4-1. 

## Aspectos destacados
- Los Lakers se trasladaron de Minneapolis, Minnesota a Los Ángeles, California.
- El calendario de la NBA aumento de nuevo, esta vez de 75 partidos por equipo a 79.
- El All-Star Game de la NBA de 1961 se disputó en Syracuse, Nueva York, con victoria del Oeste sobre el Este por 153-131. El rookie Oscar Robertson, de Cincinnati Royals, fue galardonado con el MVP del partido.

## Clasificaciones
| Equipo                | V  | D  | %V   | P  |
| --------------------- | -- | -- | ---- | -- |
| Boston Celtics C      | 57 | 22 | .722 | -  |
| Philadelphia Warriors | 46 | 33 | .582 | 11 |
| Syracuse Nationals    | 38 | 41 | .481 | 19 |
| New York Knicks       | 21 | 58 | .266 | 36 |

| Equipo             | V  | D  | %V   | P  |
| ------------------ | -- | -- | ---- | -- |
| St. Louis Hawks    | 51 | 28 | .646 | -  |
| Los Angeles Lakers | 36 | 43 | .456 | 15 |
| Detroit Pistons    | 34 | 45 | .430 | 17 |
| Cincinnati Royals  | 33 | 46 | .418 | 18 |

* V: Victorias
* D: Derrotas
* %V: Porcentaje de victorias
* P: Partidos de diferencia respecto a la primera posición
* C: Campeón

## Playoffs
|  | Semifinales de División | Semifinales de División | Semifinales de División |   |  | Finales de División | Finales de División | Finales de División |  |  | Finales de la NBA | Finales de la NBA | Finales de la NBA |
|  |                         |                         |                         |   |  |                     |                     |                     |  |  |                   |                   |                   |
|  | E3                      | Syracuse                | 3                       |   |  | E1                  | Boston              | 4                   |  |  |                   |                   |                   |
|  | E3                      | Syracuse                | 3                       |   |  | E1                  | Boston              | 4                   |  |  |                   |                   |                   |
|  | E2                      | Philadelphia            | 0                       |   |  | E3                  | Syracuse            | 1                   |  |  |                   |                   |                   |
|  | E2                      | Philadelphia            | 0                       |   |  | E3                  | Syracuse            | 1                   |  |  |                   |                   |                   |
|  |                         |                         |                         |   |  | División Este       |                     |                     |  |  |                   |                   |                   |
|  |                         |                         |                         |   |  |                     |                     |                     |  |  |                   |                   |                   |
|  |                         |                         |                         |   |  |                     |                     |                     |  |  | E1                | Boston            | 4                 |
|  |                         |                         |                         |   |  |                     |                     |                     |  |  | E1                | Boston            | 4                 |
|  |                         | O1                      | St. Louis               | 1 |  |                     |                     |                     |  |  |                   |                   |                   |
|  |                         |                         |                         |   |  |                     |                     |                     |  |  |                   |                   |                   |
|  |                         |                         |                         |   |  |                     |                     |                     |  |  |                   |                   |                   |
|  |                         |                         |                         |   |  |                     |                     |                     |  |  |                   |                   |                   |
|  | O3                      | Detroit                 | 2                       |   |  | O1                  | St. Louis           | 4                   |  |  |                   |                   |                   |
|  | O3                      | Detroit                 | 2                       |   |  | O1                  | St. Louis           | 4                   |  |  |                   |                   |                   |
|  | O2                      | Los Angeles             | 3                       |   |  | O2                  | Los Angeles         | 3                   |  |  |                   |                   |                   |
|  | O2                      | Los Angeles             | 3                       |   |  | O2                  | Los Angeles         | 3                   |  |  |                   |                   |                   |
|  |                         |                         |                         |   |  | División Oeste      |                     |                     |  |  |                   |                   |                   |
|  |                         |                         |                         |   |  |                     |                     |                     |  |  |                   |                   |                   |

## Estadísticas
| Categoría                    | Jugador          | Equipo                | Estadísticas |
| ---------------------------- | ---------------- | --------------------- | ------------ |
| Puntos por partido           | Wilt Chamberlain | Philadelphia Warriors | 38.4         |
| Rebotes por partido          | Wilt Chamberlain | Philadelphia Warriors | 27.2         |
| Asistencias por partido      | Oscar Robertson  | Cincinnati Royals     | 9.7          |
| Porcentaje de tiros de campo | Wilt Chamberlain | Philadelphia Warriors | 50.9         |
| Porcentaje de tiros libres   | Bill Sharman     | Boston Celtics        | 92.1         |

## Premios
- MVP de la Temporada
  -  Bill Russell (Boston Celtics)
- Rookie del Año
  -  Oscar Robertson (Cincinnati Royals)

| - Mejor Quinteto de la Temporada - Bob Pettit, St. Louis Hawks - Wilt Chamberlain, Philadelphia Warriors - Bob Cousy, Boston Celtics - Oscar Robertson, Cincinnati Royals - Elgin Baylor, Los Angeles Lakers | - 2.º Mejor Quinteto de la Temporada - Larry Costello, Syracuse Nationals - Tom Heinsohn, Boston Celtics - Dolph Schayes, Syracuse Nationals - Bill Russell, Boston Celtics - Gene Shue, Detroit Pistons |